# Champ volcanique de l'Itasy
Le champ volcanique de l’Itasy est un champ volcanique de Madagascar situé dans la région de l'Itasy, à l'ouest du lac Itasy et à environ 80 km à l'ouest d'Antananarivo. Culminant à environ 1 800 mètres d'altitude, il est constitué de plusieurs structures volcaniques telles des cônes de scories, dômes de lave et maars.